# 围棋少年
《围棋少年》是中国大陆的一部武侠动画剧，由中国中央电视台青少年动画部制作，目前已推出两部，每部各26集。第一部的故事以明朝末年为背景讲述了具颇有围棋天赋的少年——江流儿的成长历程。第二部在延续第一部的基础上，又新增了棋鬼王等人物。2017年4月26日，围棋少年贴吧官博在微博发布了《围棋少年3》首张海报，画面中，那个机智聪慧的江流儿已成长为一位风度翩翩的美少年，而那个善解人意的方百花也变成了一位恬静单眼的妙龄女子。樱花盛开的树下，江流儿斜倚在树旁，执棋凝思，方百花撑伞细观棋局。青梅竹马再聚首，初心依旧。2018年6月1日在国家广播电视总局网站上公布的《国家广播电视总局关于2018年3月全国国产电视动画片制作备案公示的通知》里面显示围棋少年第三部已经通过备案，从中可得知围棋少年第三部《新圍棋少年》一共有52集，每集22分钟。

## 故事梗概

### 第一部
明朝末年，江南沿海地区倭寇横行，江流儿之父江灵运身为朝廷密派的朝廷大员到江南暗中调查通倭事件，而江流儿被临时寄养在凌云寺，江流儿在凌云寺与三个小和尚同时对弈围棋大胜，老和尚圆德深感江流儿是百年不遇的围棋天才。 
抗倭英雄妖刀王被人怀疑通寇，江灵运在调查中，中了福王手下的暗箭身亡，江流儿决心向妖刀王学习武为父报仇，妖刀王告诉他，他并没有学武天分，应该去走下围棋的道路，如果有一天他能成为棋圣就能和皇上在一起，这样才能把福王的阴谋揭穿，为父报仇。
江流儿在圆德大师的建议下，外出闯荡，学习各门派的棋艺，参加二十年一届的围棋国手大赛。却错拜西金棋院的“快斧手”金威远为师，金威远心术不正，常带着江流儿到处与人赌棋，并告诉江流儿赢棋要“不择手段”。在与老棋手刘南如的对弈中，江流儿用“长考”的方法把老国手拖垮并最终丧命，引来了巨大争议。后来，江流儿也很为此事感到愧疚。
妖刀王告诉江流儿，金威远不怀好意，希望江流儿另择明师，江流儿于是化名“刘江儿”，以打杂儿的身份，在东郭棋院的“神算子”郭逢春门下偷学下棋。江流儿在东郭棋院结识了东郭棋院的棋手潘国兴。同时，东郭棋院的大弟子雷凌云凭借着家财向郭逢春提亲，郭逢春被雷凌云的花言巧语迷惑终于答应了他的提亲，并决定让他当东郭的后继人，在江流儿的帮助下潘国兴战胜了其大师兄，戳穿了雷凌云其实是西金棋院金威远的弟子，是被派来争夺东郭棋院的掌门的。雷凌云被逐出了东郭棋院。郭逢春得知“刘江儿”真实身份后，自知江流儿已学得自己围棋精髓，以自己的好友刘南如的死与江流儿有关为由，未肯收留江流儿，希望其在游历中增长棋力。
扬州城中，江流儿遇到了同样能下一手好棋的“小乞丐”和疯疯癫癫的“老乞丐”。
小乞丐和江流儿先后战胜了摆下“十日站百雄”的“江南棋痴”李慕清，小乞丐和江流儿很快成了好朋友，并结拜了兄弟。
小乞丐是号称“开局百步无敌手”当代围棋第一国手的方胜的女儿方百花，为能参加国手大赛而女扮男装（大明朝不允许女子参加围棋比赛）。被父亲发现后带回家。
百花的离去令江流儿心情十分失落，却意外发现“老乞丐”就是二十年前的天才棋圣林心诚。林心诚因其围棋天赋遭到保守派的嫉妒和围攻含恨而“死”，一直装疯浪迹于江湖。林心诚把自己多年研究的“天地大同”传授给江流儿后安然而终。
国手大赛过程中，江流儿的对手北武棋院的武云飞在雷凌云的挑唆下，用“棋盘外”的阴谋打败了江流儿，江流儿心灰意冷，流落到街头。 
日本围棋天才少年，方丈的弟子黑木在原倭寇首领佐佐木的陪同下来到中国向中国围棋挑战。他们与雷凌云达成了“魔鬼交易”，要求黑木战胜的所有棋手立下契约输后永远不许再下棋。包括方胜在内的大明棋手都未能与之相抗衡。
面对大明棋坛的空前浩劫，江流儿复出，在与黑木的生死对局中，战胜了黑木。江流儿希望黑木同意让曾输给他的棋手重新下棋，黑木当众撕毁了所有的契约。
两个围棋少年成为了好朋友，并约定五年之后再次对决……

### 第二部
三年后，大山里出来了一个名叫棋鬼王的少年，是棋艺高超的棋手老棋鬼王的弟子，是极其莽撞、粗俗的少年。 在京城的天轩棋馆，棋馆的老板是小丫头小芸，最崇拜的偶像是打败日本天才少年棋手的江流儿，发誓将来一定要嫁给江流儿。在天轩棋馆里，小芸的好朋友方百花常这里跟棋客们下棋， 棋鬼王看见天轩棋馆很兴奋，在进门时遇见了正好走出来的方百花，棋鬼王立刻上前上前大说方百花的美丽，并认她做“漂亮姐姐”。小芸答应暂时让棋鬼王留在他的棋馆里，但必须打杂活。
棋鬼王听说江流儿的事情后，决心去凌云寺找江流儿下一局棋，小和尚们看到棋鬼王的来者不善，就说江流儿不在，棋鬼王就在佛堂上留下一局棋的棋谱后就走了。 
江流儿从圆德大师听说老棋鬼王的事情后，决定到京城去会一会这个少年棋鬼王。借助在了天轩棋馆。
刚刚继位的年轻皇上有了新的围棋老师。他竟然是雷宰相的亲外甥雷凌云。雷凌云的谄媚让年轻的皇上自以为棋艺已经相当高超，决心和当今的围棋国手较量。皇上在与“神算子”郭逢春的过招中，郭逢春怕赢了皇上会引起杀身之祸，再加上雷凌云的威胁，故意输给了皇上。兴奋的皇上又当众与当今棋圣方胜下棋，方胜为维护自己棋圣的尊严，不愿输给皇上。皇上当众出丑，恼羞成怒，将方胜关入大牢，择日处死。方胜希望自己临死前，能与江流儿下一局棋，可是作为皇上国师的雷凌云拒绝了方胜的请求，但让他和另外一个棋手下最后一局棋，这个棋手就是棋鬼王。江流儿当记谱员。
方胜在与棋鬼王的对决中以半子获胜。就在方胜即将被处死的时候，福王捧着皇上的圣旨，命令立刻释放方胜。方胜得以获救。雷凌云也不再是皇上的国师。
雷凌云找到了在岩洞内隐居的毒蜈蚣老道士，赠毒蜈蚣以金银财宝，索要能提高下棋时运算能力的“神脑丹”。毒蜈蚣答应了雷凌云的请求，告诉他二十天后来取。
方胜病危，不久于世，希望临终前能与江流儿下一生中最后一副棋，受到拒绝，在方百花恳求下，江流儿顶着压力，与方胜下了这一副棋，并赢了方胜，棋局结束后，方胜欣然而逝。但江流儿且被世人误解说他，是趁方胜危在旦夕而战胜，还挑他下棋是故意要害死方胜，用卑鄙的手段夺得棋圣称号。由此，江流儿遭人唾弃，并被赶出了天轩棋馆。
棋圣争夺赛的报名开始，棋鬼王报名参赛，已身为棋圣的江流儿放弃直接参加决赛的资格，亦报名参加比赛。
在日本，新任围棋“名人”藤泽决心组成围棋三人组，前往中国向中国围棋再次发出挑战。藤泽邀请黑木加入三人组，黑木不想违背与江流儿“五年后再次对决”的约定婉言谢绝，藤泽只好让黑木以“围棋顾问”的身份随三人组前往中国。
雷凌云从毒蜈蚣手里拿到了神脑丹，毒蜈蚣告诉雷凌云，服用“神脑丹”虽然可以提高围棋运算速度，但会带来头部的剧痛，服用过多甚至会死亡。毒蜈蚣给了雷凌云仅仅一枚解药。雷凌云拿到神脑丹及其解药后，趁其不备，杀死了毒蜈蚣，拿走了赠给毒蜈蚣的财宝。
棋圣争夺赛的半决赛中，雷凌云对抗武云飞，两人棋艺相当，难分高下。情急之下，雷凌云服用了一粒“神脑丹”，棋艺大涨，最终战胜了武云飞，但比赛后头部发痛，很长时间后才渐渐缓解。在第二场江流儿与棋鬼王的半决赛开始前，雷凌云给了棋鬼王两颗“神脑丹”，告诉他，可以帮助战胜江流儿。服用两颗“神脑丹”的棋鬼王战胜了江流儿，头部疼痛难忍，无力下棋，在决赛中输给了雷凌云。雷凌云获得了棋圣称号。江流儿悄悄地从天轩棋馆带走昏迷的棋鬼王回凌云寺，请圆德大师治疗其头痛。圆德说他只能在棋鬼王头痛得厉害时减轻他的痛苦，却不能彻底根治这种怪病。
日本棋手藤泽、山歧，女棋手中川百合组成的日本围棋三人组乘船准备去中国，藤泽告诉山歧，他的棋艺无法与中国棋手相比，山歧必须消失，才能让黑木不得不参加围棋三人组，才能与中国棋手抗衡，山歧会意，跳海自尽。黑木只当是山歧失足才跌入海中，无奈地加入了三人组。
日本围棋三人组向中国棋手挑战，中国围棋界准备派出新任棋圣雷凌云、江流儿以及棋鬼王参赛。然而后二者不知所踪，于是只好派北武棋院的武云飞和东郭棋院的潘国兴代替二人应战。对决中，武云飞输给了藤泽，潘国兴险胜了小百合，雷凌云与黑木的对决成了中日对局的胜负关键。雷凌云为了维护大明棋圣的尊严，不顾花面郎等人的劝阻，对局中连吃了数粒“神脑丹”随在局面上占有绝对优势，却引发的脑部的剧痛。最终因为疼痛难忍，下了一步昏招，使得黑木侥幸获胜。日本围棋三人组获得了最终的胜利。
头部剧痛的雷凌云因曾对皇帝放言“不能取胜就以死谢罪”，不肯服用解药，把唯一的一枚解药经方百花之手交给了棋鬼王，自己在痛嚎中死去。棋鬼王、江流儿和方百花组成中国围棋的新三人组再次与日本围棋三人组发出挑战……

## 主要人物
- 江流儿：故事的主人公，钦差江灵运之子，具有很高的围棋天赋，三岁时曾与圆德大师对弈，圆德大师让其四子，败于江流儿。喜欢方百花，为人正直善良。以天地大同与黒木对弈，以半子优势胜于黒木，拯救了大明围棋。
- 方百花：大明棋圣方胜的女儿，棋力也很强，曾胜于李慕清。喜欢江流儿。
- 黑木：日本围棋“名人”，他的“天魔大化定式”击败过许多中国棋手。
- 妖刀王：本名戚宗翎，大明将军，擅长使用刀法。为了报江灵运救命之恩，常在江流儿危难期间的时候帮助江流儿。
- 花面郎：西金棋院弟子，雷凌云的师弟，曾败于江流儿。
- 圆德大师：凌云寺长老。给了江流儿许多教诲。
- 刘南如：围棋界老国手，与江流儿力拼一天一夜的长棋而精力衰竭而逝。
- 李慕清：绰号“棋痴”，在桃花县设下“十日战百雄”输给过江流儿和方百花。“大明围棋五雄之一”。
- 郭逢春：绰号“神算子”，东郭棋院掌门，著有《弈理指归》。“大明围棋五雄之一”。
- 雷凌雲：金威远的大弟子，性格狡诈阴险，为夺得“棋圣”称号，不择手段。
- 方胜：大明棋圣，方百花之父，号称“开局百步无敌手”，著有围棋心得《造微精理》。“大明围棋五雄之一”。
- 丈和：日本围棋怪才，年青时打败中国许多棋手，后惜败于林心诚手下。
- 金威远：绰号“快斧手”，西金棋院掌门。“大明围棋五雄之一”。
- 林心诚：年青时是围棋界的“棋圣”，后被方圣所害。著有棋谱《心诚全图》。
- 武云飞：武尚咏之子，北武棋院大弟子。
- 武尚咏：绰号“翻天手”，北武棋院掌门。“大明围棋五雄之一”。
- 佐佐木：全名佐佐木铁男，日本忍者武士。陪伴黑木来到中国挑战中国围棋界，在和妖刀王的决斗中，败给妖刀王。

### 第二部新增人物
- 小芸：天轩棋馆的女主人。方百花的好朋友。
- 棋鬼王：老棋鬼王的弟子，是个莽撞、粗俗的少年。
- 老棋鬼王：棋鬼王的师傅，有自创的“鬼局”，方胜的岳父。
- 藤泽：日本新任围棋“名人”，组建了围棋三人组，赴中国挑战。
- 山歧：日本棋手，为黑木能参加三人组跳海自尽，后被中国渔民救起。
- 小百合（中川百合）：日本女棋手。最后输于方百花。
- 陈红盈：中国女棋手，曾代替其兄参加棋圣争夺赛，被发现身份后，剥夺了比赛资格。

## 工作人员

### 第一部
片头工作人员表
- 出品人：范玲
- 编剧：孙晓松
- 导演：马风清
- 造型：单国伟
- 场景：许同乐、毛良
- 作曲：黄志健、苏隽杰
- 许可证：（央）动审字［2005］第005号

片尾工作人员表
- 文学编辑：王川
- 围棋顾问：薛至诚
- 导演助理：赵劲
- 台本绘制：周伟刚（第1集、第4集）、田建民（第2集、第5集）、单国伟（第3集、第21集、第25-26集）、林世仁（第6集）、姜伟（第7集）、舒展（第7集）、秦鹤阳（第8集）、宋平（第8集）、陈觉斌（第9集）、黄虹（第10集，第12集）、高文（第11集）、何澄（第13-14集）、严晓东（第15集）、赵烔（第16集）、顾青（第17集、第22-24集）、徐明发（第18集）、曾宠维（第19集）、徐苗（第20集）
- 设计稿：宏广动画（苏州）有限公司（曾宠维、林晓生、王晟华），上海宾格卡通公司（严晓冬、杨钧、李薇　等），上海多玲卡通设计制作公司（安枫、秦臻、朴方涛、高文　等）
- 动画指导：宏广动画（苏州）有限公司（马苏、杜丹、周莱、孙德宇）、上海宾格卡通公司（夏辉）、上海多玲卡通设计制作公司（陈疑、翁铭）
- 原画：宏广动画（苏州）有限公司（马熙元、李勇、周宏、郭秋萍）、上海宾格卡通公司（方向阳、张仕合、王凯、陈涛　等）、上海多玲卡通设计制作公司（骆寅值、雷镭、田海生、许宇晓　等）
- 作监：宏广动画（苏州）有限公司（潘峥嵘、王晓亮）、上海宾格卡通公司（龚琦、沈娴莉、李栋　等）、上海多玲卡通设计制作公司（邵伟、吴闻涛　等）
- 动画：上海宾格卡通公司（陶亮、施菊、钟磊、沈海英、袁书波　等）、上海多玲卡通设计制作公司（李传之、杜存文、吴标、潘玲俐　等）
- 剪接：吴征
- 绘景指导：华玮（上海）多媒体动画公司（梁凯鸣、李国亮、曹培敏）、上海宾格卡通公司（黄振钢）
- 背景绘制公司：华玮（上海）多媒体动画公司（第1-2集、第4-26集），上海宾格卡通公司（第3集）
- 中期制作公司：宏广动画（苏州）有限公司（第1集、第4-8集、第12-13集），上海宾格卡通公司（第2-3集、第9集、第14-26集）、上海多玲卡通设计制作公司（第10-11集）
- 后期导演：迟艺茁
- 片头歌作词：艺志
- 片头歌作曲：黄志健
- 片头歌演唱：姜必群
- 片尾歌作词：高峰
- 片尾歌作曲：黄志健
- 片尾歌演唱：钟茵波
- 拟音：白伟民
- 配音导演：苏光琪（字幕未列名）
- 配音演员：童自荣、程晓桦、李晔、刘钦、徐刚、沈达威、贾志超、刘彬、李国梁、倪康　等
- 电子效果：阿三
- 录音：张培荣
- 合成：阿三
- 统筹：马华
- 制片：吴洪宝
- 执行监制：陈家奇
- 监制：李捷，蔡启华
- 中央电视台青少中心动画部出品
- 许可证：（央）动审字［2005］第005号

### 第二部
片头工作人员表
- 出品人：余培侠
- 总监制：王英
- 监制：范玲、孟昭元
- 创意策划：李捷、杨土安、马风清
- 编剧：孙晓松
- 总导演：马风清
- 角色设计：炎炎、单国伟
- 场景设计：毛良、许同乐
- 作曲：黄志健、苏隽杰
- （央）动审字［2007］第009号

片尾工作人员表
- 围棋顾问：薛志诚
- 助理导演：邢博钧
- 文学编辑：宋力
- 台本绘制：舒展（第27集）、单国伟（第27集、第38集）、汪成果（第28集、第40集）、朱忞婴（第29集、第39集、第50集）、汤继业（第30集）、朱凌峰（第31集、第33集、第35集、第49集）、许尉（第32集）、安枫（第34集、第45集）、许培育（第36集、第44集）、何澄（第37集、第47集）、高文（第41集）、陈觉斌（第42集）、柏林（第43集、第48集）、周昊（第46集）、张建康（第51集）、顾青（第52集）
- 带片指导：上海宾格卡通动画设计有限公司（陶建、方向阳）、苏州宏图动画公司（李岚）、恵思奇（上海）多媒体动画有限公司（余峻、王喨）
- 设计稿：上海宾格卡通动画设计有限公司（张赞磊、赵梦皎、朱敏佳、周一鸣、李顾佳）、苏州宏图动画公司（张赞磊、赵梦皎、朱敏佳、周一鸣、李顾佳）（第30集、第37集、第39集），恵思奇（上海）多媒体动画有限公司（郑雷、王盈、郑俊海、贺媛、李庆哲、徐方竝、张晓）
- 原画：上海宾格卡通动画设计有限公司（陈涛、张仕合、赵圆圆、邢学涛、王凯、吴韫、杨威、吴文君、马兰），苏州宏图动画公司（莫振伟、校强、沈科奇、张桂生、刘高峰、吴东云、汪慧），恵思奇（上海）多媒体动画有限公司（周纯清、徐敏、叶斌、荣志超、陈文豪、王旭宇、周喻、吴俊、严竹筠）
- 修型：上海宾格卡通动画设计有限公司（龚琦、殷刚、施菊、黄小燕、沈闲莉　等）、苏州宏图动画公司（张雪荣、毛建军、陆卫、李彩云、顾怡、杨威、王青），恵思奇（上海）多媒体动画有限公司（陈伟中、欧立、刘慧佳、王伟、刘凯月、朴文童）
- 动画：上海宾格卡通动画设计有限公司（赵彬、付佳、袁书波、王彦、童利、王超、钟磊、艾杰、张乔羽、杨槐　等）、苏州宏图动画公司（任鹏宇、陈燕华、李建兰、卞文霞、王琳、毛成智、陈娟、张维、程秀萍、危白香、汤茂莹）、恵思奇（上海）多媒体动画有限公司（陈晓璐（动检）、周星、徐丹、李艳、崔静、马红梅、杨秋婕、腾咏梅、王靖凯、田礼苏）
- 合成：王坚、曹娜、刘利平、杨洋、任红、宋春红、任海燕、朱鹏、周晨、张燕、周思嘉、金海岩、鄂鹏、王玉竹（第27-33集）→王秀荣、隋晓非、张红艳、李洋洋、孙宇、王璐、石硕、郝红艳、乔梁、付饶、贺鑫、王春丽、孙咏梅、崔鑫、王波、徐萌（第34-39集）→袁丽珍、姚烨、王春洁、郭鑫、石美、段春颖、张博、李阳、马玉林、贾辰朔、石海霞、曲径、陈兵、王珊珊、臧可佳、王玥（第40-46集）→祁金中、李鹏、潘曦初、陈旭、张彪、杨家起、刘爽、张梦瑶、史仙、杨斌、金丹龄、陈燕、王艳、何颖、李洋、孙晓勇（第47-52集）
- 剪接：吴征
- 中期制作公司：上海宾格卡通动画设计有限公司（第27-29集、第31-33集、第35-36集、第38集、第40集、第43集、第45-47集、第49集、第52集）、苏州宏图动画公司（第30集、第37集、第39集、第50集）、恵思奇（上海）多媒体动画有限公司（第34集、第41-42集、第44集、第48集、第51集）
- 配音导演：苏光琪（字幕未列名）
- 配音演员：童自荣、李正翔、徐刚、沈达威、李晔、程晓桦、黄怡晴、丁少丹、倪康、袁国庆、胡平智、刘钦、刘彬、王肖兵、夏磊、邹亮、刘强、程应鼎、冯骏骅、海帆、胡谦、游鸥、苏东生
- 录音：李明安，白月婷
- 音乐录音：薛武
- 音乐编辑：方若宁
- 电子效果：阿三
- 混音：阿三
- 后期导演：迟艺茁
- 片头歌作词：艺志
- 片尾歌作词：高峰
- 片头歌演唱：张佳
- 片尾歌演唱：钟茵波
- 统筹：马华
- 制片：吴洪宝
- 制片主任：温京丽
- 执行监制：李捷、蔡志军、李剑平
- 央视动画有限公司出品
- （央）动审字［2007］第009号

## 主题歌
片头曲《围棋少年》
作词：艺志/作曲：黄志健/演唱：姜必群（第一部）→张佳（第二部）
片尾曲《人生如棋》
作词：高峰/作曲：黄志健/演唱：钟茵波

## 各集标题
- 第一集 神机大炮
- 第二集 凌云寺收徒弟
- 第三集 大战花面狼
- 第四集 祸从天降
- 第五集 挑战刀疤
- 第六集 快斧手的屠龙术
- 第七集 邪道小魔王
- 第八集 生死对局
- 第九集 东郭家的小仆人
- 第十集 阴谋
- 第十一集 师兄弟的对决
- 第十二集 小乞丐
- 第十三集 结义兄弟
- 第十四集 离别的痛苦
- 第十五集 棋圣林心诚
- 第十六集 国手大赛
- 第十七集 陷害
- 第十八集 棋盘外的阴谋
- 第十九集 奇童对神童
- 第二十集 魔鬼的交易
- 第二十一集 拼死一战
- 第二十二集 大明棋手的失败
- 第二十三集 天下第一奇局
- 第二十四集 谋杀
- 第二十五集 惺惺相惜
- 第二十六集 天地大同
- 第二十七集 莽撞少年
- 第二十八集 颓废的棋手
- 第二十九集 浪子归来
- 第三十集 老少棋鬼王
- 第三十一集 鬼棋再现
- 第三十二集 恶毒的报复
- 第三十三集 棋圣的尊严
- 第三十四集 少年棋手的交锋
- 第三十五集 棋圣对棋鬼王
- 第三十六集 老棋鬼王传奇
- 第三十七集 败者为仆
- 第三十八集 江流儿的挑战
- 第三十九集 棋圣的最后一战
- 第四十集 棋鬼王参赛
- 第四十一集 棋手张秀才
- 第四十二集 神秘的陈公子
- 第四十三集 藤泽的计划
- 第四十四集 冤家再聚首
- 第四十五集 对决与阴谋
- 第四十六集 大明新棋圣
- 第四十七集 兄弟情深
- 第四十八集 应战三人组
- 第四十九集 对决失败
- 第五十集 枭雄的命运
- 第五十一集 大明新三人组
- 第五十二集 荣誉的捍卫

## 外部連結
- CCTV.com 《围棋少年》（页面存档备份，存于）

- 豆瓣电影上《围棋少年 (2005)》的資料 （简体中文）
- 豆瓣电影上《围棋少年2 (2009)》的資料 （简体中文）
- 豆瓣电影上《新围棋少年 (2022)》的資料 （简体中文）